# 稲垣久和
稲垣 久和（いながき ひさかず、1947年7月20日 - ）は、日本の神学校教師。理学博士。東京基督教大学教授・共立基督教研究所長。東京都生まれ。

## 経歴
1975年、旧東京都立大学博士課程を修了、理学博士の学位を取得。1975年から1978年まで、トリエステの国際理論物理学研究所とジュネーヴの欧州共同原子核研究所の研究員として、理論物理学の研究に従事する。
帰国後、国際基督教大学講師になる、その後宗教哲学に転向して、アムステルダム自由大学哲学部の客員研究員として宗教哲学を学ぶ。
東京基督神学校と、東京基督教短大の講師になり、1990年 東京基督教大学助教授、慶應義塾大学文学部哲学科講師に就任する。1994年、東京基督教大学教授に就任。
日本キリスト改革派教会・東京恩寵教会会員。日本基督教学会理事、比較思想学会評議員、NPO公共哲学研究会共同代表など。

## 編著書
- 『進化論を斬る：科学とキリスト教』いのちのことば社、1981年10月。
- 『現代社会をどう生きるか：今を生きるクリスチャンとして、激動するこの世界を正しく把握するために』いのちのことば社、1986年5月。
- 『大嘗祭とキリスト者』ライフ・ブックレット6　いのちのことば社、1990年7月。
- 『知と信の構造：科学と宗教のコスモロジー』ヨルダン社、1993年7月。
- 『生きる意味を求めて：キリスト教哲学入門』いのちのことば社、1994年3月。
- 『哲学的神学と現代』ヨルダン社、1997年7月。
- 『公共の哲学の構築をめざして：キリスト教世界観・多元主義・複雑系』教文館、2001年9月。
- 『宗教と公共哲学：生活世界のスピリチュアリティ』公共哲学叢書　東京大学出版会、2004年3月。
- 『靖国神社「解放」論 Yasukuni and Public Philosophy』光文社ペーパーバックス、2006年7月。
- 『国家・個人・宗教：近代日本の精神』講談社現代新書、2007年12月。
- 『公共福祉という試み：福祉国家から福祉社会へ』中央法規出版、2010年5月。

### 共著
- 『公共哲学〈16〉宗教から考える公共性』金泰昌との共編著　東京大学出版会、2006年3月。
- 『キリスト教と近代の迷宮』大澤真幸との共著　春秋社、2018年4月。

### 訳書
- P.S.ヘスラム原著『近代主義とキリスト教：アブラハム・カイパーの思想』豊川慎共訳 教文館

### 監修
- 『福音を生きる：文化の形成をめざして（21世紀ブックレット）』町田俊之・杉谷乃百合・辻岡健象・井上貴詞共著　いのちのことば社、2002年4月。